# Firmin Van Hecke
Firmin Van Hecke (Ertvelde, 21 november 1884 – Gent, 29 juli 1961) was een Vlaams schrijver.

## Biografie
Hij deed zijn middelbare studies aan het Jezuïetencollege te Turnhout. Later studeerde hij een jaar wijsbegeerte en letteren aan de Gentse universiteit. 
Hij werd dan beambte op het gemeentehuis van Ertvelde. Zijn vader was er gemeentesecretaris. 
Hij week uit naar Engeland in 1912, waar hij soldaat werd. Hij keerde terug naar België in april 1919. 
Hij werd tot opsteller benoemd bij het Ministerie van Openbaar Onderwijs in 1920. 
In 1921 werd hij redacteur van het Vlaams beknopt verslag van de Senaat. 
In 1923 volgde dan zijn benoeming tot onderdirecteur van de Dienst Schone Kunsten en Letteren op het Ministerie van Onderwijs. Hij was daar een tijdje kabinetssecretaris en werd daar uiteindelijk directeur tot aan zijn pensionering in 1947.
Hij was tevens redactielid van "Nieuw Leven", "De Boomgaard" en "Het Roode Zeil".
In zijn geboortedorp werd een straat naar hem genoemd.